# Млыны (Лохвицкий район)

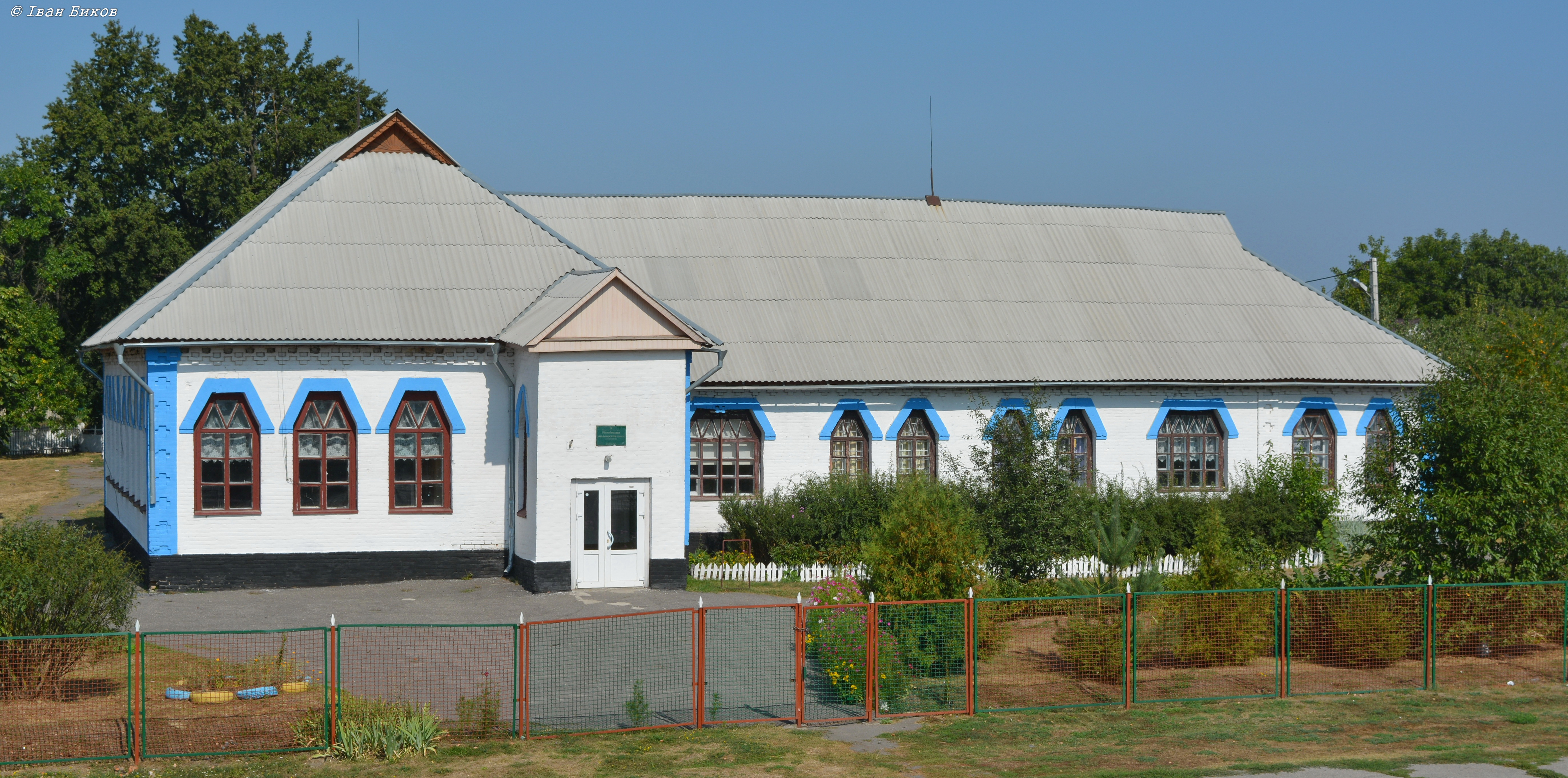
Млиновская средняя школа I-II ступеней построена в 1912 году по проекту Афанасия Сластиона.

Млыны́ (укр. Млини) — село, Гирявоисковецкий сельский совет, Лохвицкий район, Полтавская область, Украина.

## Географическое положение
Село Млыны находится на левом берегу реки Сула, выше по течению на расстоянии в 2,5 км расположено село Гирявые Исковцы, ниже по течению на расстоянии в 2,5 км расположен город Заводское, на противоположном берегу — город Лохвица. Река в этом месте извилистая, образует лиманы, старицы и заболоченные озёра. 

## История
Население по переписи 2001 года составляло 644 человека.
18 апреля 2016 года находившийся в селе автомобильный мост через реку Сула частично разрушился (обвалилась секция длиной 18 метров и шириной 2 метра) и был закрыт для движения автотранспорта.
23 июня 2019 года в районе села разбился самолёт Ан-2.

## Транспорт
Через село проходит автомобильная дорога Т-1705 (Р-60).

## Объекты социальной сферы
- Школа І—ІІ ст.